# محمدباقر سعدالسلطنه
باقرخان سعدالسلطنه اصفهانی در اواخر دوره سلطنت ناصرالدین شاه قاجار حاکم قزوین، ایران بود.
نخست، از سوی میرزا علی‌اصغرخان اتابک صدر اعظم وقت، مسئولیت ساخت راه کاروان‌رو بین تهران و قزوین بر دوش وی قرار گرفته‌بود و به خاطر انجام شایستهٔ این مأموریت، او را به حکومت قزوین گماشتند. این حکومت از سال ۱۳۱۰ تا ۱۳۱۴ ه‍.ق برقرار بود.
کاروانسرای سعدالسلطنه قزوین (سرای سعادت) از آثار اوست.
سرای سعدالسلطنه بزرگ‌ترین کاروانسرای سرپوشیده و مرکزتجاری داخلی شهری ایران است.
باقرخان سعدالسلطنه در روزگار مشروطیت در زنجان، هنگامی که حاکم این شهر بود به فتوای آخوند ملا قربانعلی زنجانی مجتهد، حکم تبعید برایش صادر شد که در اثر مقاومت او، نزاع پیش آمد و به دست اطرافیان مجتهد زخمی شد و در راه تهران فوت کرد. او در شمال صحن جدید آرامگاه حضرت معصومه در قم به خاک سپرده شده است.